# Стары-Замосць
Стары-Замосць (пол. Stary Zamość) — деревня в Замойском повете Люблинского воеводства Польши. Административный центр гмины Стары-Замость. Находится примерно в 13 км к северо-западу от центра города Замосць. По данным переписи 2011 года, в деревне проживал 561 человек.
В 1975—1998 годах деревня входила в состав Замойского воеводства.

## Население
Демографическая структура по состоянию на 31 марта 2011 года:
|         | Всего | До трудоспособного возраста | Трудоспособного возраста | Старше трудоспособного возраста |
| ------- | ----- | --------------------------- | ------------------------ | ------------------------------- |
| Мужчины | 282   | 51                          | 196                      | 35                              |
| Женщины | 279   | 49                          | 154                      | 76                              |
| Всего   | 561   | 100                         | 350                      | 111                             |